# Liste der Kulturdenkmäler in Oberndorf (Pfalz)
In der Liste der Kulturdenkmäler in Oberndorf sind alle Kulturdenkmäler der rheinland-pfälzischen Ortsgemeinde Oberndorf aufgeführt. Grundlage ist die Denkmalliste des Landes Rheinland-Pfalz (Stand: 27. November 2018).

## Denkmalzonen
| Bezeichnung          | Lage                                                     | Baujahr                        | Beschreibung | Bild |
| -------------------- | -------------------------------------------------------- | ------------------------------ | --- | ---- |
| Denkmalzone Ortskern | Hauptstraße 12–17, 34 und 47, Kirchberg 1–7 und 2–8 Lage | 18. bis frühes 20. Jahrhundert | weitgehend ungestörte Baustruktur vom 18. bis zum frühen 20. Jahrhundert mit regionaltypischen Hofanlagen, teilweise Fachwerk, Handwerker- und Tagelöhnerhäusern sowie mittelalterlicher Kirche mit Friedhof, spätbarockem ehemaligem protestantischem Pfarrhaus und ehemaligem Schulhaus (1856) | BW   |

## Einzeldenkmäler
| Bezeichnung                      | Lage                                                            | Baujahr                 | Beschreibung | Bild |
| -------------------------------- | --------------------------------------------------------------- | ----------------------- | --- | ---- |
| Schulhaus                        | Kirchberg 5 Lage                                                | 1856                    | ehemaliges Schulhaus; aufgesockelter Putzbau, 1856 | BW   |
| Simultanpfarrkirche St. Valentin | Kirchberg 7 Lage                                                | 1474                    | im Wesentlichen spätgotischer Bruchstein-Saalbau, bezeichnet 1474, Turm und Teile der Chorbogenwand 13. Jahrhundert; bauzeitliche Wand- und Gewölbemalereien, vier Grabsteine, zwei Glocken, bezeichnet 1624 und 1626 von Peter Reuter, Mainz; ortsbildprägend                                                       | BW   |
| Kriegerdenkmal                   | Kirchberg, bei Nr. 7 Lage                                       | 1924                    | auf dem Friedhof mit alter Umfassungsmauer Kriegerdenkmal 1914/18 von 1924 | BW   |
| Protestantisches Pfarrhaus       | Kirchberg 8 Lage                                                | 1776                    | ehemaliges protestantisches Pfarrhaus; repräsentativer spätbarocker Putzbau, 1776, Scheune | BW   |
| Brücke                           | Wiesenstraße Lage                                               | 1830                    | Brücke über die Alsenz; vierbogige Bruchsteinkonstruktion, bezeichnet 1830; ortsbildprägend | BW   |
| Felsenmühle                      | Wiesenstraße 1 Lage                                             | 18. und 19. Jahrhundert | Hofanlage, 18. und 19. Jahrhundert; spätbarocker Krüppelwalmdachbau, 1763, Mühlenteil bezeichnet 1752 und 1844, Scheune, teilweise Fachwerk, bezeichnet 1818, Stallung mit Torfahrt, 19. Jahrhundert, Bruchsteinmauer mit Torbogen, Kellerabgang bezeichnet 1771, ummauerter Pflanzgarten, Ende des 19. Jahrhunderts | BW   |
| Alsenzbrücke                     | westlich des Ortes Lage                                         | 1825                    | stattliche zweibogige Brücke, Kleinquadermauerwerk, 1825 | BW   |
| Weinbergshäuser                  | südwestlich des Ortes verstreut am Südhang des Aspenberges Lage | ab 1829                 | Weinbergshäuser; zehn unterschiedliche kleine Bauten, teilweise in den Hang hineingebaut, teilweise bezeichnet 1829, 1863, 1865, 1867, 1930 | BW   |